# Gross-Neveu-Modell
Das Gross-Neveu-Modell ist ein Modell aus der Quantenfeldtheorie zur Beschreibung von Dirac-Fermionen unter der Vier-Fermionen-Wechselwirkung in einer Zeitdimension und einer Raumdimension, beschrieben durch eine nichtlineare Dirac-Gleichung. Untersucht wurde das Gross-Neveu-Modell erstmals von David Gross und André Neveu im Jahr 1974.

## Lagrange-Dichte
Die Lagrange-Dichte des Gross-Neveu-Modells verallgemeinert dabei die der Dirac-Gleichung durch einen zusätzlichen Wechselwirkungsterm:
{\displaystyle {\mathcal {L}}={\bar {\psi }}_{j}(\mathrm {i} \partial \!\!\!/\,-m)\psi ^{j}+{\frac {g^{2}}{2n}}\left({\bar {\psi }}_{j}\psi ^{j}\right)^{2}.}
Mit der Euler-Lagrange-Gleichung ergibt sich daraus:
{\displaystyle {\frac {\partial {\mathcal {L}}}{\partial {\bar {\psi }}_{j}}}-\partial _{\mu }{\frac {\partial {\mathcal {L}}}{\partial (\partial _{\mu }{\bar {\psi }}_{j})}}=(\mathrm {i} \partial \!\!\!/\,-m)\psi _{j}+{\frac {g^{2}}{n}}\left({\bar {\psi }}_{k}\psi ^{k}\right)\psi _{j}=0.}
Es lässt sich ebenfalls eine verallgemeinerte Lagrange-Dichte für das Gross-Neveu-Modell betrachten:
{\displaystyle {\mathcal {L}}={\bar {\psi }}_{j}(\mathrm {i} \partial \!\!\!/\,-m)\psi ^{j}+{\frac {g^{2}}{2n}}\left(\left({\bar {\psi }}_{j}\psi ^{j}\right)^{2}+\left({\bar {\psi }}_{j}\gamma _{5}\psi ^{j}\right)^{2}\right).}
Für diese folgt aus der Euler-Lagrange-Gleichung:
{\displaystyle {\frac {\partial {\mathcal {L}}}{\partial {\bar {\psi }}_{j}}}-\partial _{\mu }{\frac {\partial {\mathcal {L}}}{\partial (\partial _{\mu }{\bar {\psi }}_{j})}}=(i\partial \!\!\!/\,-m)\psi _{j}+{\frac {g^{2}}{n}}\left({\bar {\psi }}_{k}\psi ^{k}\right)\psi _{j}+{\frac {g^{2}}{n}}\left({\bar {\psi }}_{k}\gamma ^{5}\psi ^{k}\right)\gamma ^{5}\psi _{j}=0.}